# NOB-literatura
NOB-literatura je oznaka za odporniško literaturo v Sloveniji in Jugoslaviji v letih 1941–1945 . Ustvarjali so jo najvidnejši pesniki ter pisatelji tistega časa, pa tudi anonimni avtorji.

## Osnovne značilnosti NOB-literature
Slovstvo NOB so ustvarjale in usmerjale posebne narodnoosvobodilne in revolucijske razmere, zato ne predstavlja literarnega obdobja v običajnem pomenu besede. Za slovensko literaturo med 2. svetovno vojno, v času kulturnega molka, se ni oblikoval enoten termin, pač pa so v rabi tudi oznake partizanska književnost, narodnoosvobodilno slovstvo, pesništvo NOB, pesništvo odpora idr. V obdobju je prevladoval socialni realizem, kot se je razmahnil v 30. letih. Njegova bistvena značilnost je tendenčnost — služenje ciljem osvoboditve in revolucije. Glavni motiv je aktivni človek, člen splošno narodnega revolucionarnega dogajanja, in ne več posameznik s svojo specifično subjektiviteto. Pesništvo odpora je namenjeno najširšemu, takojšnjemu učinkovanju, po obliki je moralo biti dostopno, razumljivo in apelativno pozivno. Partizansko literaturo so pisali pripadniki drugih predvojnih smeri 
 (pozni ekspresionizem, nova stvarnost, pozni simbolizem). Ohranili so veliko značilnosti teh struj in jih obogatili z vsebino in obliko socialnega realizma. Zaradi specifičnih okoliščin so prevladovale krajše literarne oblike. Najbolj učinkovita je bila lirika,navadno uglasbena ter namenjena množičnemu izvajanju ob spremljavi harmonike. ker se jo je dalo najbolj preprosto objaviti in je zato postala glavna vrsta slovstva NOB. V pripovedništvu je prevladovala krajša proza z novelo in črtico, v dramatiki so ustvarjali skeče ter enodejanke. Teksti so izhajali v glasilih OF, ki so jih tiskali v ilegalnih ljubljanskih tiskarnah ali na partizanskem ozemlju. Med glasili je bil najpomembnejši Slovenski poročevalec (od leta 1941). Samostojno objavo je doživela pesniška zbirka Mateja Bora Previharimo viharje, ki je izšla leta 1942. Zbirke Kajuha, Toneta Seliškarja in Franceta Kosmača so izšle na partizanskem ozemlju.Organizirala so se tudi partizanska gledališča, ki so na mitingih uprizarjala krajša dramska dela. V času vojne je nastalo malo daljših proznih besedil, pač pa se je po osvoboditvi razmahnil partizanski roman.

### Partizansko pesništvo
S partizansko liriko označujemo poezijo, ki se je širila po okupiranem slovenskem ozemlju v prepisih in pesniških zbirkah ali pa se veže z vokalno-instrumentalnimi skladbami. Glasen poziv k uporu ali intimna izpoved sta bila izraz kolektivnih čustev, trpljenja, upanja v osvoboditev in volje do pokončnega preživetja. Pri tem so estetske usmeritve manj pomembne od idejnih, pesniški slog pa je podrejen razumljivosti sporočila.
V Kajuhovi pesmi Partizanovo slovo tendenčnost presega formo ljubezenske pesmi z motivom poslavljanja zaljubljencev:
```
Večer je. V breze veter se zaganja,
tovariši so že odšli naprej,
sama sva sredi teh samotnih vej.
```

```
Z menoj, dekle, si žalost vso nosila,
ah, kdo bo nosil žalost zdaj...
Z menoj si boli in radost delila,
ah, kdo, kdo jih delil bo zdaj?
```

```
Še dosti, dosti bi povedal,
a vse besede v prsih mro.
Samo še to: da rad pogledal
poslednjič v tvoje bi oko.
```

```
A zdaj odidi, pojdi zdaj domov,
žrtvuj se in ne straši se grobov,
če vrnem, vrnem se, ko svet bo nov!
```

Poseben primer lirike NOB so prave ljudske pesmi, ki so začele nastajati kot odziv preprostih, neizobraženih pesnikov na dogodke časa. Z njimi je oživela tradicija ljudskega pesništva, ki je od romantike veljalo za mrtvo. Veliko anonimnega gradiva je zbranega v antologiji Slovensko pesništvo upora I-IV (1987–1997). Glavni predstavniki partizanskega pesništva: Matej Bor, Karel Destovnik Kajuh, Oton Župančič, Jože Udovič, Ivan Minatti, Peter Levec, Anton Vodnik in Jože Javoršek. Leta 1944 je pokrajinski odbor OF za Gorenjsko v počastitev 100-letnice Prešernove izdaje Poezij natisnil 19 strani Zdravljice ter celostranski linolej k vsaki kitici.

### Partizanska dramatika
Dramatika je imela oporo v partizanskih igralskih, gledaliških in kulturnih skupinah. Številni skeči so nastajali za neposreden političen učinek — pisal jih je npr. Vitomil Zupan. Tehtnejše so bile enodejanke Mileta Klopčiča Mati (uprizorjena 1943) in Mateja Bora Težka ura (uprizorjena 1944). Obe prikazujeta dramatične trenutke, ko se za osvobodilni boj odločajo kmečki ljudje ali izobraženci. Za najpomembnejše delo partizanske dramatike velja igra Raztrganci Mateja Bora (uprizorjena 1944).

### Partizansko pripovedništvo
Način medvojnega objavljanja je dopuščal krajše pripovedne oblike, druge so bile objavljene šele po vojni. Daljši teksti so ostajali nedokončani (recimo nedokončana povest Mirana Jarca, ki je padel 1942) in so se pojavili šele po vojni, ko je bil možen pregled nad dogajanjem (epska distanca). Ta proza zajema spominsko gradivo, ki je oblikovano historiografsko in mimetično. Estetsko se giblje od preprostih, naivnih, po poljudnih povestih posnetih tekstov do zahtevnejših pripovednih umetnin v obliki partizanskega romana. Skupna jim je neposredna avtorska izkušnja v pripovedovani snovi.